# Quedius lateralis

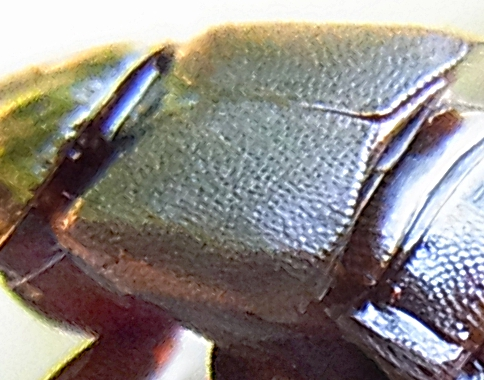
Abb. 1 Flügeldecken von schräg oben

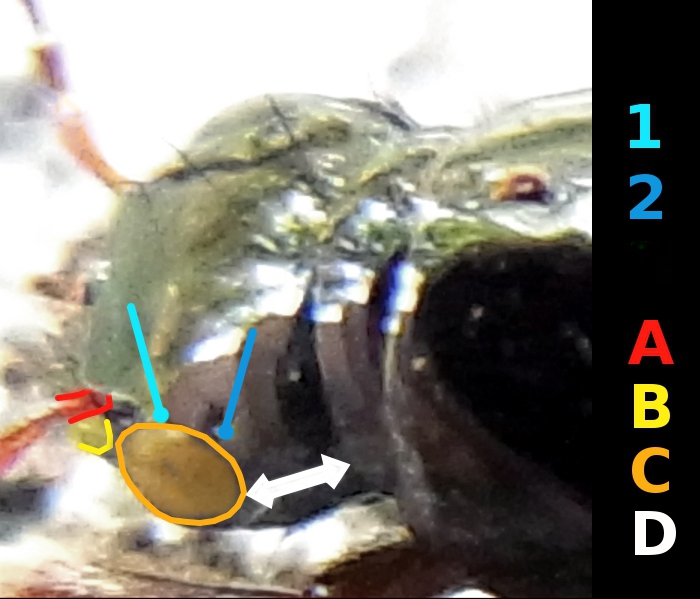
Abb. 2 Kopf von schräg oben,
Bestimmungsmerkmale farbig und schematisch markiert
1: Vorderer und 2: Hinterer Stirnpunkt, je mit Haarborste
A: Basis des Fühlers; B: Basis des Oberkiefers
C:Umriss des Auges; D: Länge der Schläfe

Quedius lateralis ist ein Käfer aus der Familie der Kurzflügler und der Unterfamilie Staphylininae. Die Gattung Quedius ist in Europa mit über 150 Arten vertreten. Die Art Quedius lateralis gehört zur Untergattung Microsaurus, die in Europa mit über 40 Arten vertreten ist.
Der Name der Untergattung Microsaurus ist aus altgr. μικρός, mikrós  „klein“ und σαύρος, sāūros  „Echse“ abgeleitet.  Der Artname lateralis (lat.) bedeutet „die Seite betreffend“.  Eventuell bezieht es sich auf den gelbbraunen Streifen auf den Seiten der Flügeldecken. Die Herkunft des Gattungsnamens Quedius ist unbekannt. Synonyme sind keine gebräuchlich.

## Merkmale des Käfers
Der zehn bis vierzehn Millimeter lange Käfer ist fast ganz schwarz, die Flügeldecken und Beine gelegentlich dunkelbraun. Nur der untergeschlagene Teil der Flügeldecken ist, besonders in der Vorderhälfte, bräunlich gelb (Abb. 1). Die Gelbfärbung zieht sich vorn nach oben, sodass sie auch von oben an den Vorderecken der Flügeldecken erkennbar ist. Besonders auffallend ist der Unterschied zwischen dem glänzenden Kopf und Halsschild und den matten Flügeldecken. 
Der Kopf ist in der Aufsicht rundlich, hinten halsartig abgeschnürt. Die seitlich stehenden Augen (Abb. 2, C) sind nur flach gewölbt und relativ klein, ihr Durchmesser etwa so groß wie der Abstand ihres Hinterrandes zur Halsabschnürung (Abb. 2, Doppelpfeil D). Nahe dem Augeninnenrand befinden sich vorn und hinten je ein Punkt, in dem eine Borstenhaar entspringt (Porenpunkt) und der vorderer und hinterer Stirnpunkt (Abb. 2, 1 und 2) genannt wird. Ein mittlerer Porenpunkt fehlt. Hinter dem hinteren Stirnpunkt liegen weitere Porenpunkte. Der Kopf und die  Mundwerkzeuge sind nach vorn gestreckt. Die Oberkiefer entspringen sehr dicht am Vorderrand der Augen (Abb. 2, B). Sie sind lang, spitz und gebogen. Das Endglied des  Kiefertasters ist gleich lang wie das vorletzte Glied. Die Endglieder der  Lippen- und Kiefertaster sind einfach zugespitzt, nicht beilförmig. 
Die perlschnurartigen Fühler sind elfgliedrig. Sie sind vorne am Kopf eingelenkt (Abb. 2, A), von oben betrachtet ist die Einlenkungsstelle unter der Außenecke des Kopfschilds verborgen. Die Einlenkungsstellen liegen enger beieinander als die Außenränder der Mandibelbasis (Abb. 2, A und B). Ihr Abstand zueinander ist größer als der Abstand zu den Augen. Das erste Fühlerglied ist lang, jedoch kürzer als die beiden folgenden zusammen. Das erste bis dritte Glied ist länglich, die folgenden fast quadratisch. Das Endglied ist länger und zugespitzt. Drei bis vier Basisglieder der Fühler sind gelblich aufgehellt. 
Der intensiv glänzende  Halsschild ist stark gewölbt, die Vorderecken hängen fast senkrecht nach unten. Der Seitenrand ist so untergeschlagen, dass er selbst in Seitenansicht nicht mehr sichtbar ist. Der Halsschild ist nur seitlich und hinten gerandet. Er trägt auf der vorderen Hälfte ein System von Porenpunkten.  
Die  wie bei allen Kurzflüglern stark verkürzten Flügeldecken  sind zusammen etwa  quadratisch und verworren punktiert. Zwischen den Punkten ist die Mikrostruktur durch sehr kleine Pünktchen gekennzeichnet. Außerdem sind die Flügeldecken fein behaart und erscheinen matt. Das dreieckige Schildchen ist nicht punktiert. 
Der Hinterleib ist leicht gerundet, die Ränder scharf nach oben gekantet. 
Die Vorderhüften sind lang und kräftiger als die Schenkel. Die Mittelhüften sind wenig voneinander entfernt, die Hinterhüften berühren sich.  Die Tarsen sind alle fünfgliedrig,  die Vordertarsen sind bei beiden Geschlechtern deutlich verbreitert. An Mittel- und Hintertarsen ist das erste Glied deutlich länger als die folgenden. Das lange Klauenglied trägt relativ feine und leicht gekrümmte Krallen mit einem sehr schwachen Zahn an der Basis.

## Biologie
Das typische Habitat ist in der Nähe von Pilzen an totem oder lebenden Holz in parkähnlich lockerem Bewuchs, man findet ihn jedoch auch an zahlreichen anderen Plätzen, etwa in verpilztem Falllaub in Kastanien- oder Buchenwäldern oder in Kompost. In September und Oktober sind die adulten Tiere am häufigsten, man kann sie jedoch bis ins frühe Frühjahr antreffen.

## Verbreitung
Die Art ist in  Europa außer im Nordosten weit verbreitet. In Südeuropa fehlt sie nur auf den meisten Mittelmeerinseln, im Westen nur in Irland. Im Norden kommt der Käfer nur in Norwegen vor. Nach Osten erreicht das Verbreitungsgebiet das Schwarze Meer, aus Bulgarien liegen jedoch keine Meldungen vor. Außerhalb von Europa wurde der Käfer aus dem Nahen Osten gemeldet.